# Acalypha glabrata
Acalypha glabrata é uma espécie de flor do gênero Acalypha, pertencente à família Euphorbiaceae.